# Rue du Fossé-des-Orphelins
La rue du Fossé-des-Orphelins (en alsacien : Waisergrawe) est une rue de Strasbourg située dans le quartier Bourse - Esplanade - Krutenau, qui va du no 25 de la rue Sainte-Madeleine au no 25, rue des Orphelins. 

## Toponymie
La voie a porté successivement différents noms, en français ou en allemand : Bei dem Waisenhaus (XVIe – XVIIe siècle), Fossé des Orphelins (1793), Fossé de l'Adoption (1794), Fossé des Orphelins (1817), rue du Fossé des Orphelins (1849), Waisengraben (1872), rue du Fossé des Orphelins (1918), Waisengraben (1940), rue du Fossé des Orphelins (1945).

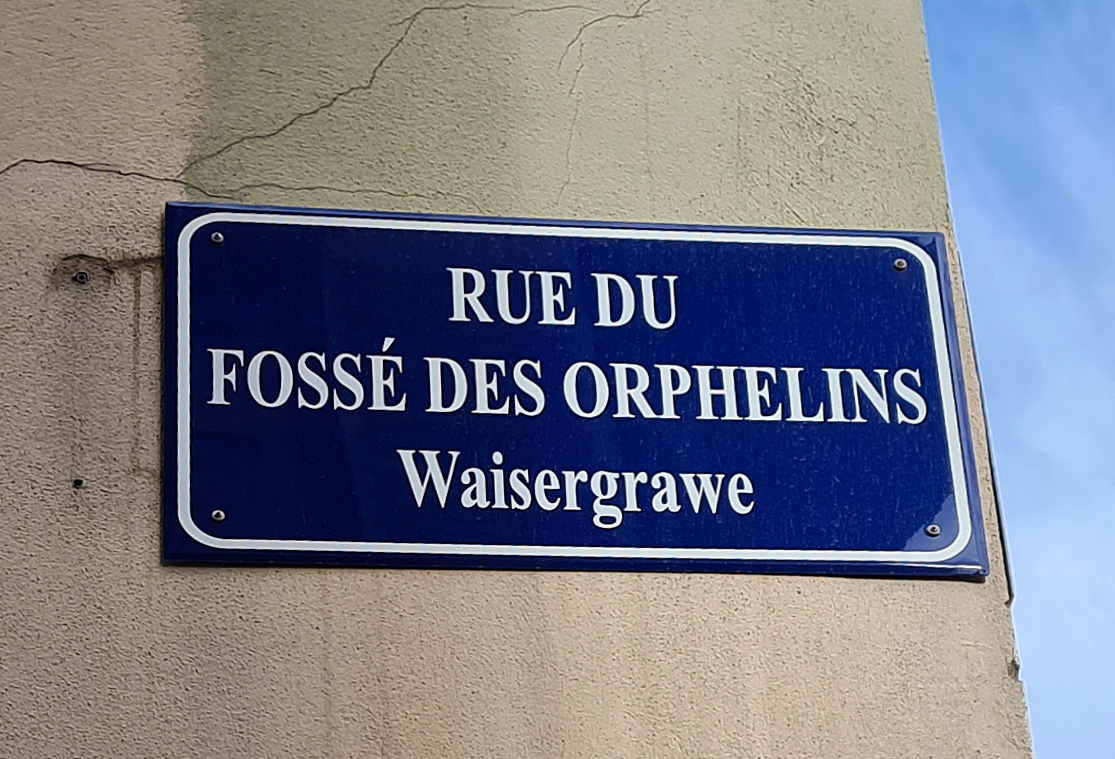
Plaque bilingue, en français et en alsacien.

Le nom de la rue, de même que celui de la rue des Orphelins et de la place des Orphelins, fait référence à un hospice d'orphelins fondé au moment de la Réforme sur l'emplacement d'un ancien asile qui se trouvait dans l'actuelle rue Sainte-Madeleine (Utengasse).
Des plaques de rues bilingues, à la fois en français et en alsacien, sont mises en place par la municipalité à partir de 1995. C'est le cas du Waisergrawe.

## Histoire
Le fossé en eau qui longeait les fortifications de l'enceinte de Strasbourg au XIIIe siècle a été comblé en 1822 pour devenir la rue du Fossé-des-Orphelins. Des vestiges du mur d'enceinte subsistent dans la cour du lycée Jean-Geiler et sur la place Sainte-Madeleine. En revanche le portail Renaissance de 1576, qui ouvre un passage entre la rue et la place, été ajouté postérieurement. Il provient de l'ancien hôtel de Rathsamhausen démoli en 1913.

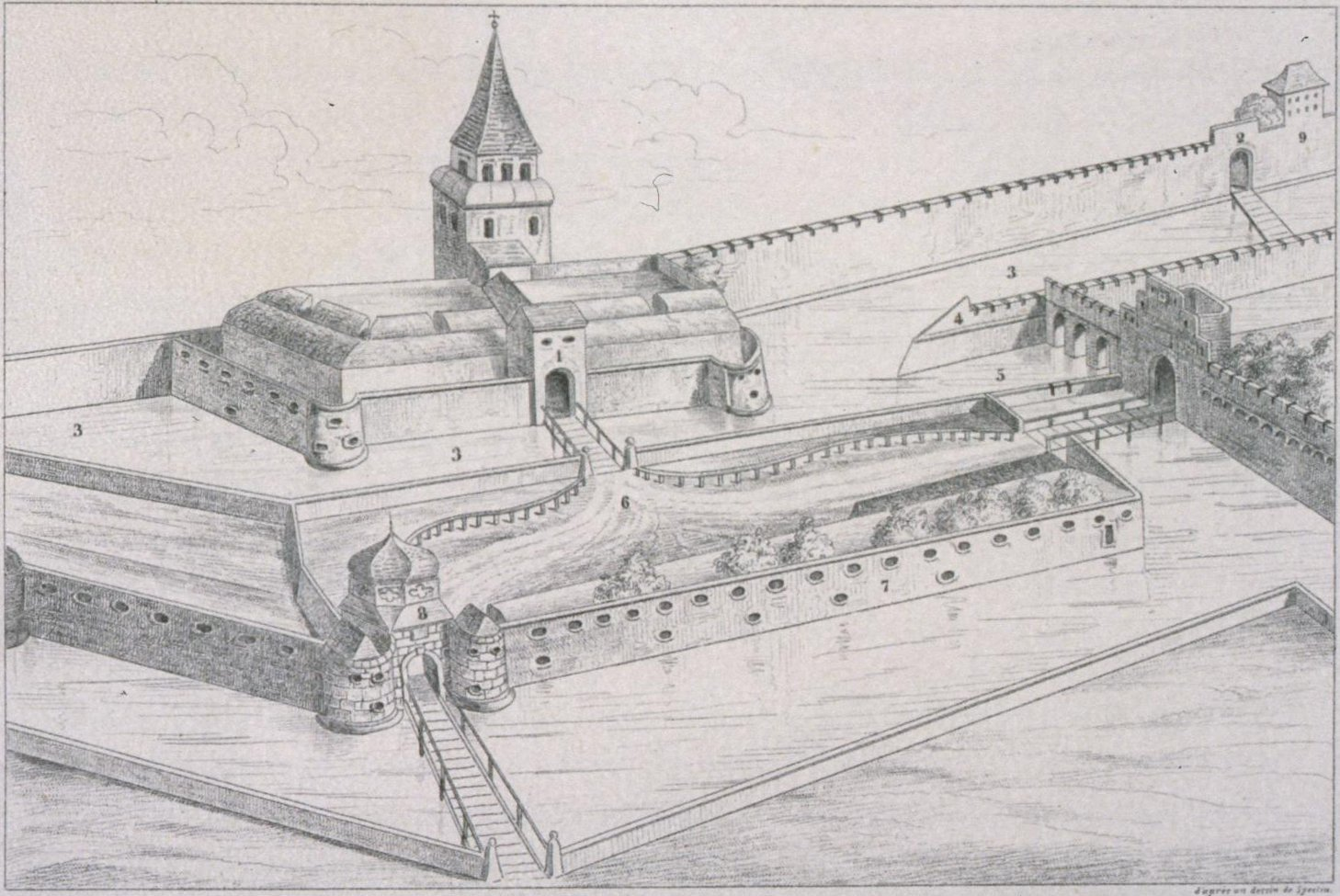
Waisengraben [3] [5].
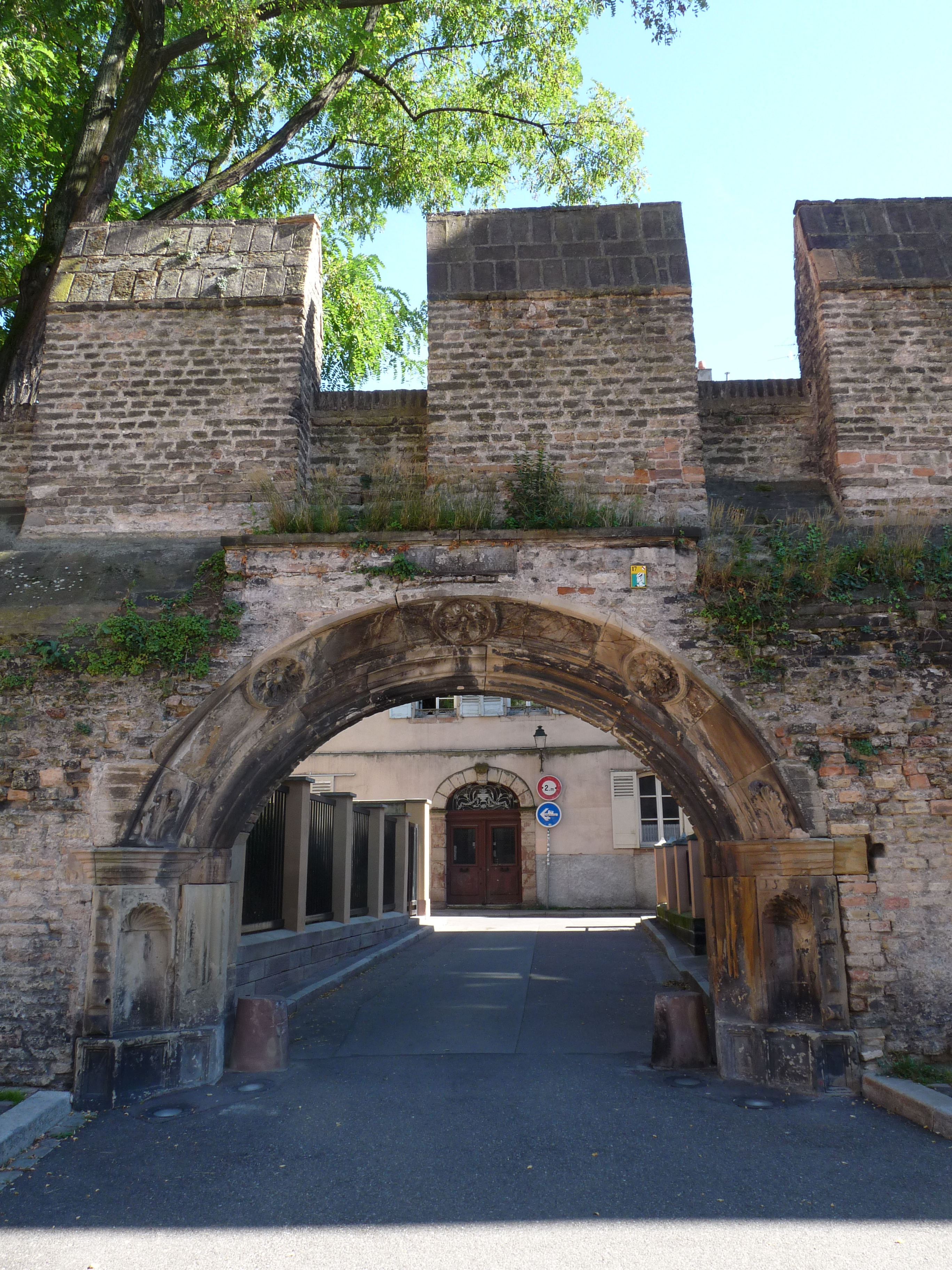
Portail de 1576.
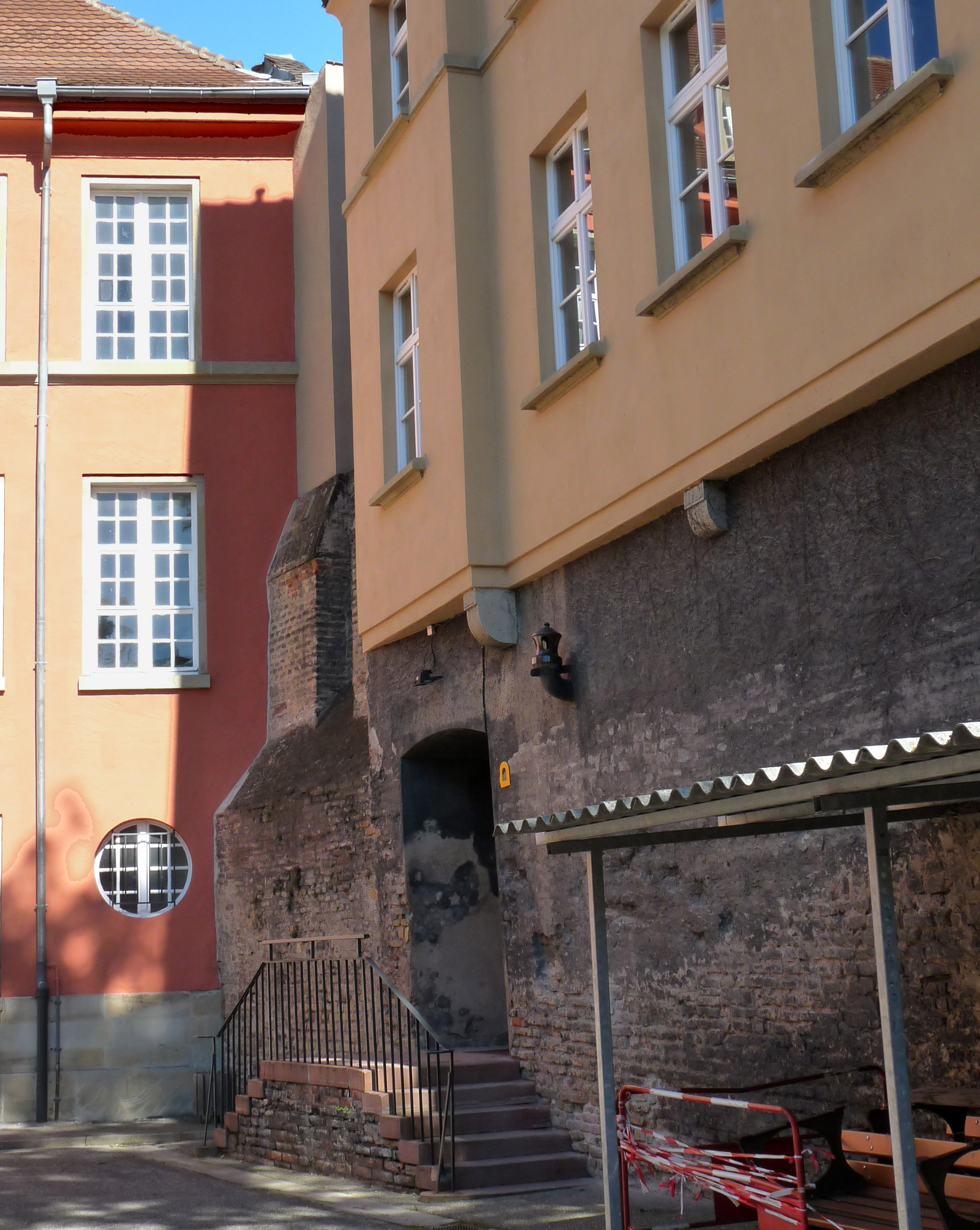
Ancien mur partagé avec la cour du lycée.
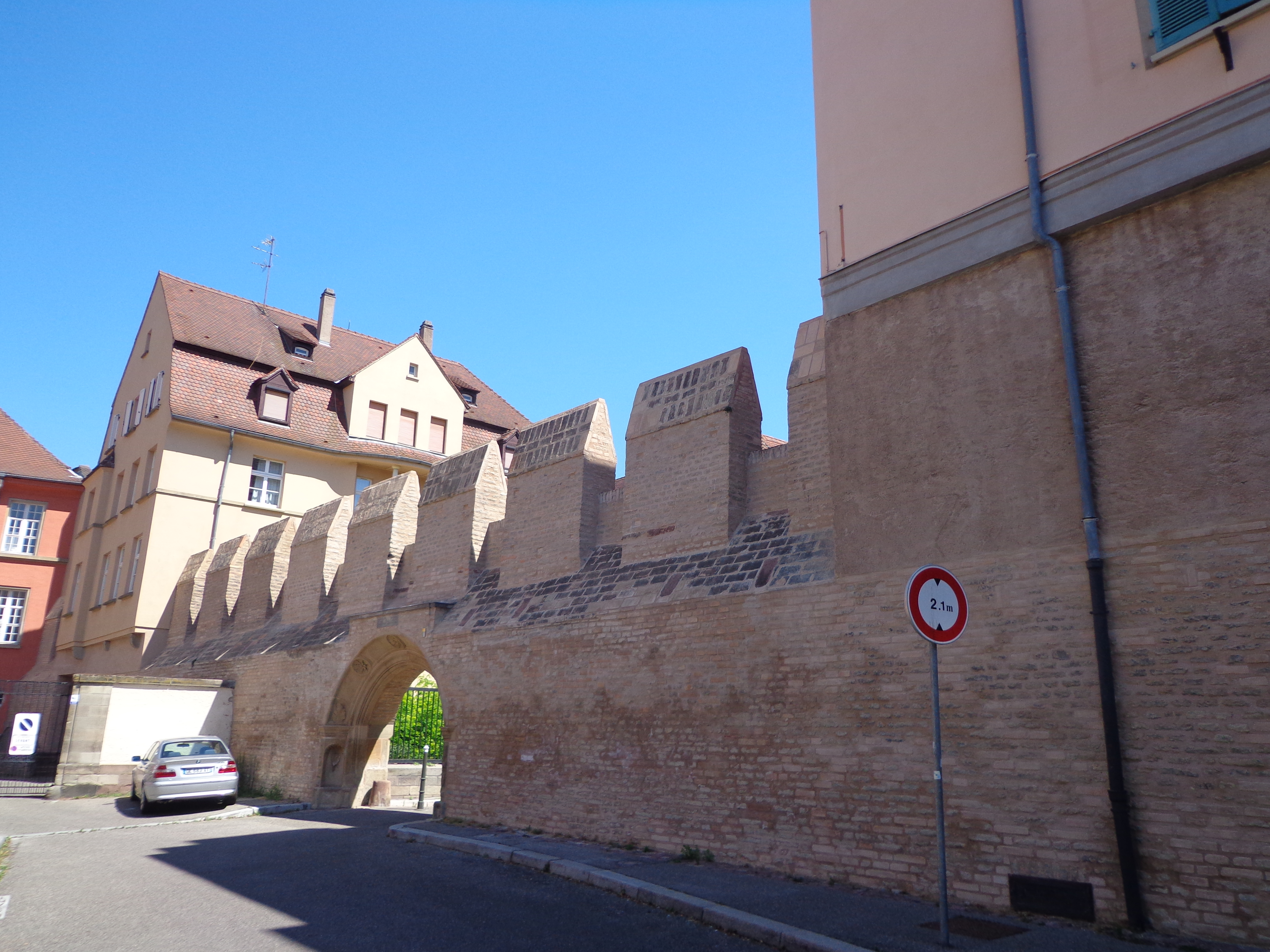
Réutilisation moderne du mur d'enceinte.

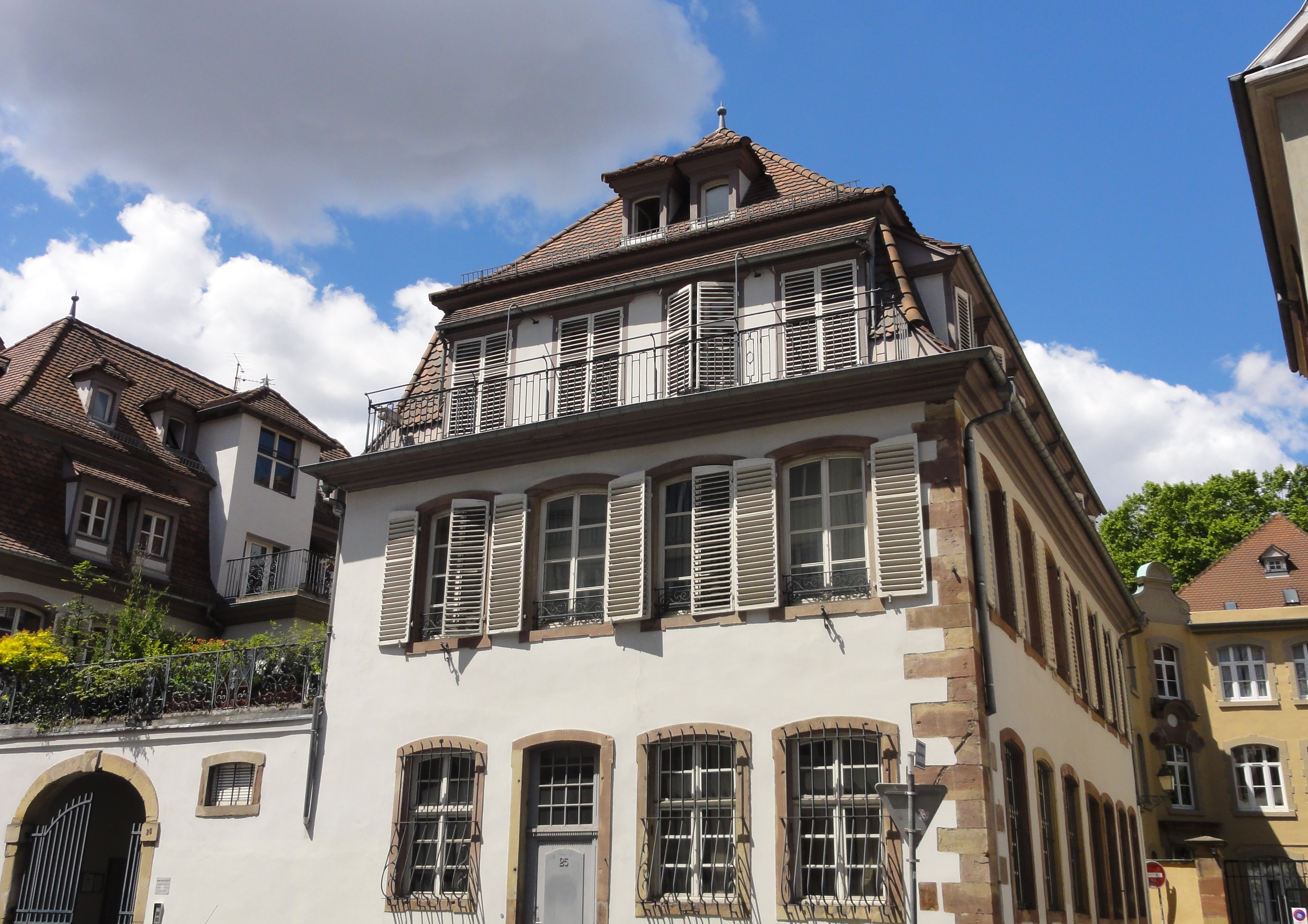
Débouché à l'angle du no 25 de la rue des Orphelins.

La plupart des édifices de la rue datent des XVIIIe – XIXe siècle. Celui qui fait l'angle avec le no 25 de la rue des Orphelins, connu sous le nom de « Villa Saint-Frères » a été édifié en 1731 pour le brasseur Jean Jacques Demuth. Sa façade a été remaniée en 1982.
Les plus récents sont les nos 1 et 1b. Ils ont été construits au XXe siècle en prenant appui sur le mur d'enceinte médiéval.